# Chironomus simantobeceus
Chironomus simantobeceus är en tvåvingeart som beskrevs av Sasa, Suzuki och Sakai 1998. Chironomus simantobeceus ingår i släktet Chironomus och familjen fjädermyggor. Inga underarter finns listade i Catalogue of Life.